# Бастери

прапор Бастерів

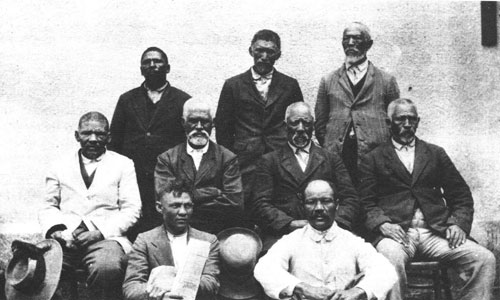
Рада Бастерів 1915

Ба́стери (рехоботери, рехоботські бастери; Basters, Rehoboth Basters, Rehobothers; нама: !gora) — етнічна група в Намібії змішаного походження: нащадки орлам-нама і перших голландських колоністів. Населяють область Кхомас і північ центрального Хардапа. Їхні землі до 1992 року складали окрему адміністративну одиницю Рехобот. У 2001 їх було 72 тисячі.
Назва бастерів походить від нідерландського слова, спорідненого слову «бастард». Хоча для когось це слово може здатися образливим, бастери пишаються ним як вказівкою на їхню історію. Самі себе бастери вважають скоріше білими, ніж чорними, говорять на особливому діалекті мови африкаанс, використовують голландські імена і пишаються тим, що вони в більшій мірі голландці, ніж самі голландці.
По релігії бастери є кальвіністами і дуже релігійні, на що зокрема вказує їхній девіз: «Groei in Geloof» (Рости у вірі).
Бастери переселилися з Капської колонії в 1868 році спочатку на південь Намібії (район Вармбада), потім на північ (за 30 км на північ від Берсеби) і нарешті в 1870-71 поселилися в районі Рехобота (центральна Намібія). Там вони заснували Вільну республіку Рехобот. Невелика частина пізніше переселилася ще далі на північ і осіла в ангольському місті Лубанго, де вони відомі як Ouivamo (багато хто з них був примусово повернений до Намібії білими південноафриканцями між 1928 і 1930 роками).
Після встановлення німецької колонії Південно-Західна Африка бастери активно співробітничали з німцями, б'ючись разом з ними проти гереро і готтентотів. Завдяки цьому вони зберегли значну автономію, а область Рехобот («Baster Gebiet») була офіційно визнана їхньою батьківщиною (Vaterland) у 1915 році. Під час окупації Намібії ПАР бастери продовжували зберігати автономію, при цьому відмовляючись співробітничати з адміністрацією проти СВАПО.